# Elektrostatisk ion-motor
En elektrostatisk ion-motor er et design af ion-motorer og er en højeffektiv rumfartsfremdrift som er drevet af elektricitet. Elektrostatiske ion-motorer design anvender højspændingselektroder til at accelerere ioner med elektrostatiske kræfter.

## Historie
Ion-motoren blev første gang demonstreret af den tyskfødte NASA videnskabsmand Ernst Stuhlinger, 
og udviklet til en praktisk anvendelig form af Harold R. Kaufman ved NASA Lewis (nu Glenn) Research Center fra 1957 til de tidlige 1960'ere. 
Anvendelsen af ion-fremdriftssystemer blev første gang demonstreret i rummet af NASA Lewis "Space Electric Rocket Test" (SERT) I og II. 
Disse motorer anvendte kviksølv som reaktionsmasse.  Det første forsøg var SERT-1, opsendt 20. juli 1964, som med succes viste, at teknologien virkede i rummet som forudsagt.  Det andet forsøg, SERT-II, opsendt d. 3. februar 1970, 
verificerede driften af to kviksølv ion-motorer i tusinder af kørselstimer. 
På trods af demonstrationerne i 1960'erne og 1970'erne, blev ion-motorer sjældent benyttede før de sene 1990'ere.
NASA Glenn fortsatte med at udvikle elektrostatiske ion-motorer op gennem 1980'erne og udviklede NSTAR-motoren, som med succes blev anvendt i Deep Space 1 rumsonden, den første mission med at flyve i interplanetarisk bane ved at anvende elektricitet til primær fremdrift. Hughes Aircraft Company (nu L-3 ETI) har udviklet XIPS (Xenon Ion Propulsion System) til at sørge for at holde deres satellitter i en geosynkron bane (mere en 100 motorer har været i drift). NASA er i gang med at lave en 20-50 kW elektrostatisk ion-motor kaldet HiPEP, som vil have højere effektivitet, specifik impuls - og længere driftstid end NSTAR.  Aerojet er for nylig blevet færdig med at teste en prototype af NEXT-ion-motor.
Ved Giessen University og EADS er der blevet udviklet en radiofrekvens ion-motor RIT i starten af 1970'erne. RIT-10 motorer er i drift på ARTEMIS. Qinetiq (UK) har udviklet T5 og T6 motorer (Kaufman type), som flyver GOCE missionen (T5) og forventes at blive anvendt til BepiColombo missionen (T6). I Japan har mikrobølge ion-motoren µ10 fløjet på Hayabusa mission.

## Ion-motor virkemåde
1. Fremdriftsatomer bliver injiceret i udladningskammeret og bliver ioniseret via elektronbombardement - og danner herved plasma. Der er flere måder at producere de energirige elektroner til udladningen: (1) Elektroner bliver udsendt fra en hul katode og bliver accelereret på deres vej til anoden (Kaufman ion-motor type). (2) Elektroner kan blive accelereret af et oscillerende elektrisk felt induceret af et vekslende magnetfelt fra en elektrisk spole, som resulterer i en selvvedligeholdende udladning og overflødiggør en katode (radiofrekvens ion-motor). (3) Mikrobølge opvarmning.
2. De positivt ladede ioner bevæger sig mod kammerets ekstraktionssystemet (2 eller 3 mangeåbningsgitre) via diffusion. Så snart ioner er i plasmalaget ved et gitterhul, vil de blive accelereret via potentialeforskellen mellem det første gitter og det andet (accelerator) gitter ved ekstraktionssystem. Ionerne bliver ion-optisk fokuseret grundet det ret store elektriske felt som ionerne passerer.
3. acceleratorgitterets negative spænding forhindrer elektroner fra plasmastrålen udenfor ion-motoren i at strømme tilbage til udladningsplasmaet. Tilbagestrømmende elektroner sker hvis potentialet indenfor gitteret ikke er tilstrækkeligt negativt. Ved at øge den negative spænding kan tilbagestrømende elektroner undgås.
4. De udsendte ioner driver rumfartøjet frem i den modsatte retning ifølge Newtons tredje lov.
5. Elektroner bliver udsendt fra en separat katode placeret nær ionstrålen, kaldet neutralisatoren, mod ionstrålen for at sikre at lige dele positiv og negativ ladning bliver udsendt. neutralisatoren skal forhindrer rumfartøjet i at blive negativt ladet.